# U-765
Unterseeboot 765 foi um submarino alemão do Tipo VIIC, pertencente a Kriegsmarine que atuou durante a Segunda Guerra Mundial.
O U-765 esteve em operação entre os anos de 1943 e 1944, realizando neste período uma patrulha de guerra, na qual não afundou nenhuma embarcação aliada.
Foi afundado  no dia 6 de maio de 1944 por cargas de profundidade lançadas de duas aeronaves Swordfish (Sqdn. 825), causando a morte de 37 tripulantes, deixando 11 sobreviventes.

## Comandantes
| Comandante         | Data                                    |
| ------------------ | --------------------------------------- |
| Oblt. Werner Wendt | 19 de junho de 1943 - 6 de maio de 1944 |

## Subordinação
Durante o seu tempo de serviço, esteve subordinado às seguintes flotilhas:
| Período                                   | Flotilha                                  |
| ----------------------------------------- | ----------------------------------------- |
| 19 de junho de 1943 - 31 de março de 1944 | 8. Unterseebootsflottille (treinamento)   |
| 1 de abril de 1944 - 6 de maio de 1944    | 7. Unterseebootsflottille (serviço ativo) |

## Coordenadas
1. ↑  em posição 52° 30' N 28° 28' O